# 업리프팅 트랜스

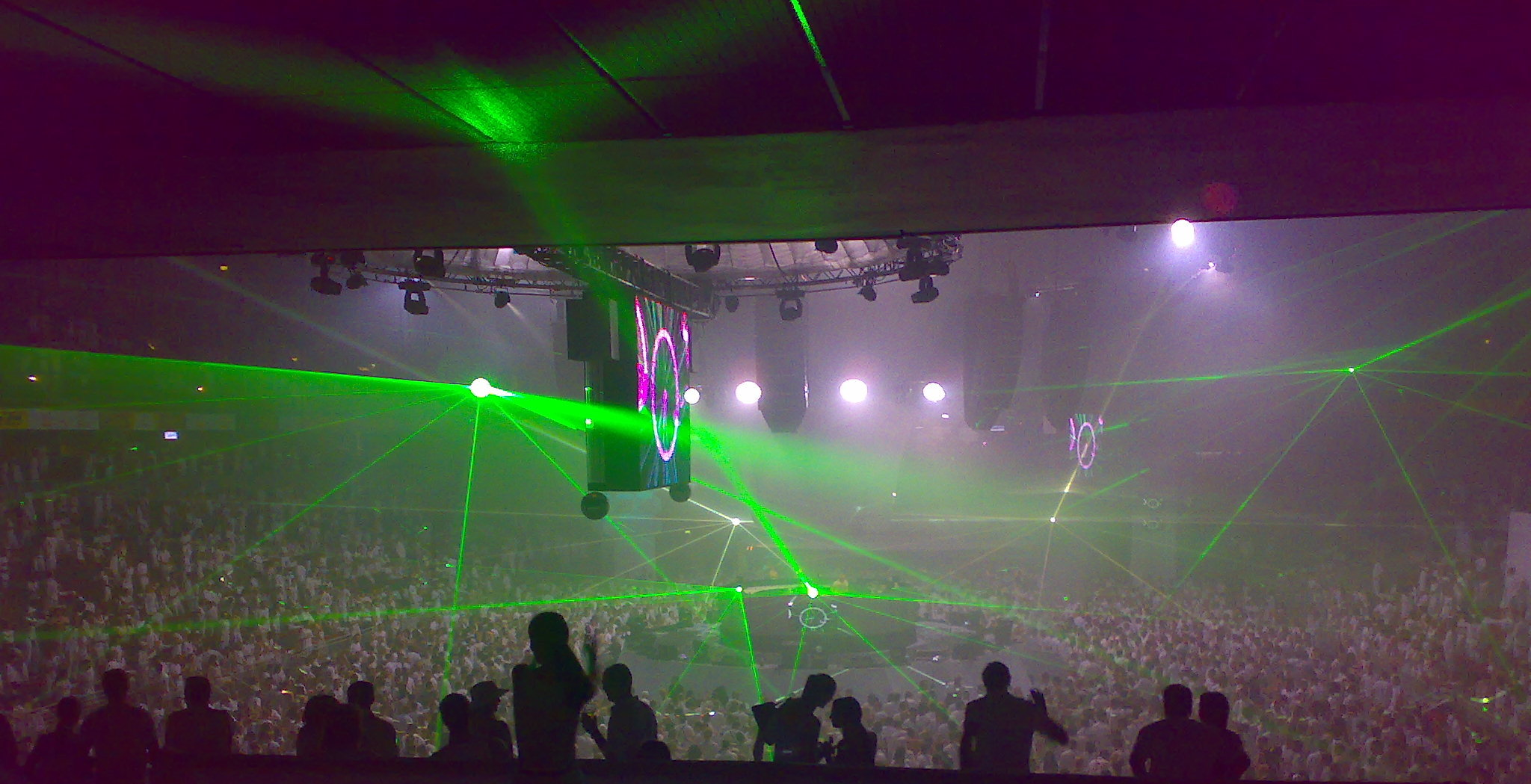

업리프팅 트랜스(Uplifting Trance), 혹은 에픽 트랜스(Epic Trance)는 전자 음악의 갈래인 트랜스 음악의 한 장르로 90년대 후반 크게 인기를 끌었던 장르이다. '에픽'(Epic)에서 알 수 있는 기승전결이 뚜렷한 드라마틱한 전개가 본 장르의 가장 핵심적인 특징이다. 일반적으로 테크노의 리듬/비트와 당시 Hi-NRG 같은 하우스 계열의 구성/멜로디가 결합되어 성립된 것으로 일컬어지며 로버트 마일스의 드림 뮤직(Dream Music)의 영향도 상당한 것으로 보인다.
테크노의 비교적 빠른 4박자 비트(약 135~145BPM가량)와 하우스의 하모닉(Harmonic)한 요소, 그리고 드림 뮤직(Dream Music)의 몽환한 사운드가 결합되어 있는 형태이다.
업리프팅/에픽 트랜스에 있어서 가장 큰 특징은 업리프팅(Uplfting)이라 하겠다. 업리프팅은 브레이크다운(Breakdown, 갑자기 메인 멜로디를 제외한 많은 음들이 급격히 감소하는 것.) 이후 급박하게 비트를 전개시켜주는 역할을 해주는 것으로 트랜스 특유의 긴장감과 구성을 제일 잘 보여주는 요소라 하겠다. 그리고 업리프팅을 분기점으로 악곡의 모든 테마가 드러나게 되어 청자를 무아지경(無我之境)으로 몰고간다.
그 때문에 화성적인 선율과 몽환환 씬스음을 갖추고 있는 곡이 상당히 많으며, 또한 그 서사적인 전개로 인하여 예전부터 지금까지 서양 고전 음악과의 접목도 상당하였다.
대표 아티스트로는 아르민 판 뷔런, 티에스토, 파울 반 디크, 랭크 1, 페리 코스텐, 어보브 앤 비욘드(Above & Beyond) 등이 있으며 지금도 끊임 없이 발전하고 또한 접목되고 있다.
Andres Sanchez - Eternity - 유튜브